# Alopecosa hirta
Alopecosa hirta là một loài nhện trong họ Lycosidae.
Loài này thuộc chi Alopecosa. Alopecosa hirta được Wladislaus Kulczynski miêu tả năm 1908.